# بطليموس الثالث
بطليموس الثالث إيرغيتيس ((باليونانية: Πτολεμαίος Εὐεργέτης)‏ "بطليموس الفاعل للخير"؛ ق. 280 ق.م. – نوفمبر/ديسمبر 222 ق.م.) ثالث ملوك البطالمة في مصر منذ سنة 246 ق.م. إلى سنة 222 ق.م.، وهو الملك الذي وصلت الدولة البطلمية ذروة قوتها في عهده.
كان بطليموس الثالث أكبر أبناء بطليموس الثاني من زوجته الأولى أرسينوي الأولى. عندما كان بطليموس الثالث صغيرًا تعرضت والدته للاستبعاد، وتم ابعاده من ولاية العرش. ثم أعيد كولي للعهد في نهاية خمسينيات القرن الثالث قبل الميلاد، ثم خلف والده سنة 246 ق.م. بعد توليه العرش، تزوج برنيكي الثانية ملكة برقة المتوجة، فأدخل أراضيها تحت التاج البطلمي. في الحرب السورية الثالثة (246-241 ق.م.)، غزا بطليموس الثالث أراضي السلوقيين وحقق انتصارًا شبه كامل، لكنه أجبر على إنهاء حملته بعد حدوث تمرد في مصر. في أعقاب هذا التمرد، وثّق بطليموس الثالث علاقاته مع نخبة الكهنة المصريين، ودوّن ذلك في مرسوم كانوب [الإنجليزية] سنة 238 ق.م.، كما عزز قوة الدولة البطلمية في مصر. أما في بحر إيجة، تعرضت سلطة بطليموس الثالث لانتكاسة بعد هزيمة أسطوله على يد الأنتيغونيين في معركة أندروس حوالي سنة 245 ق.م.، لكنه واصل دعمه المالي لأعداء الأنتيغونيين في بر اليونان الرئيسي بقية فترة حكمه. وعند وفاته خلفه ابنه الأكبر بطليموس الرابع.